# The Cure (canción)
«The Cure» —en español, «La cura»— es una canción de la cantautora estadounidense Lady Gaga. Fue compuesta por ella junto a DJ White Shadow, Lukas Nelson, Mark Nilan y Nick Monson, y producida también por ella con apoyo de este último y Detroit City. Fue lanzada mundialmente como sencillo el 16 de abril de 2017 bajo el sello de Interscope Records luego de que la cantante la interpretara en el festival Coachella. Según Gaga, la canción fue inspirada por sus seguidores y habla sobre dar amor incondicional a alguien.
El sencillo fue bien recibido por la mayoría de los críticos, que favorecieron la buena vibra, el estribillo y su melodía. Comercialmente, tuvo un éxito moderado alrededor del mundo, al haber ingresado a los cuarenta primeros en 19 países. En Australia y el Reino Unido, consiguió entrar a los veinte primeros y obtuvo certificaciones por sus ventas. El 1 de mayo de 2017, fue publicado un vídeo lírico de la canción.

## Antecedentes y composición
A inicios de marzo de 2017, se anunció que Lady Gaga encabezaría el festival Coachella los días 15 y 22 de abril, siendo el reemplazo de Beyoncé, quien debió cancelar su presentación por su embarazo. En la madrugada del 16 de abril, aún en el escenario, explicó a la audiencia que había estado trabajando en una canción y acto seguido interpretó «The Cure» por primera vez. Tras haber culminado su actuación, la canción fue publicada en iTunes y Spotify junto a su portada.
«The Cure» es una canción que mezcla el synthpop con el pop soul y tiene una duración de tres minutos con treinta y un segundos. Su producción incluye chasquidos y beats electrónicos. Su letra habla sobre dar amor incondicional a alguien y, según Gaga, estuvo inspirada por sus seguidores, que la han apoyado en los momentos más difíciles de su vida y carrera musical.

## Recepción

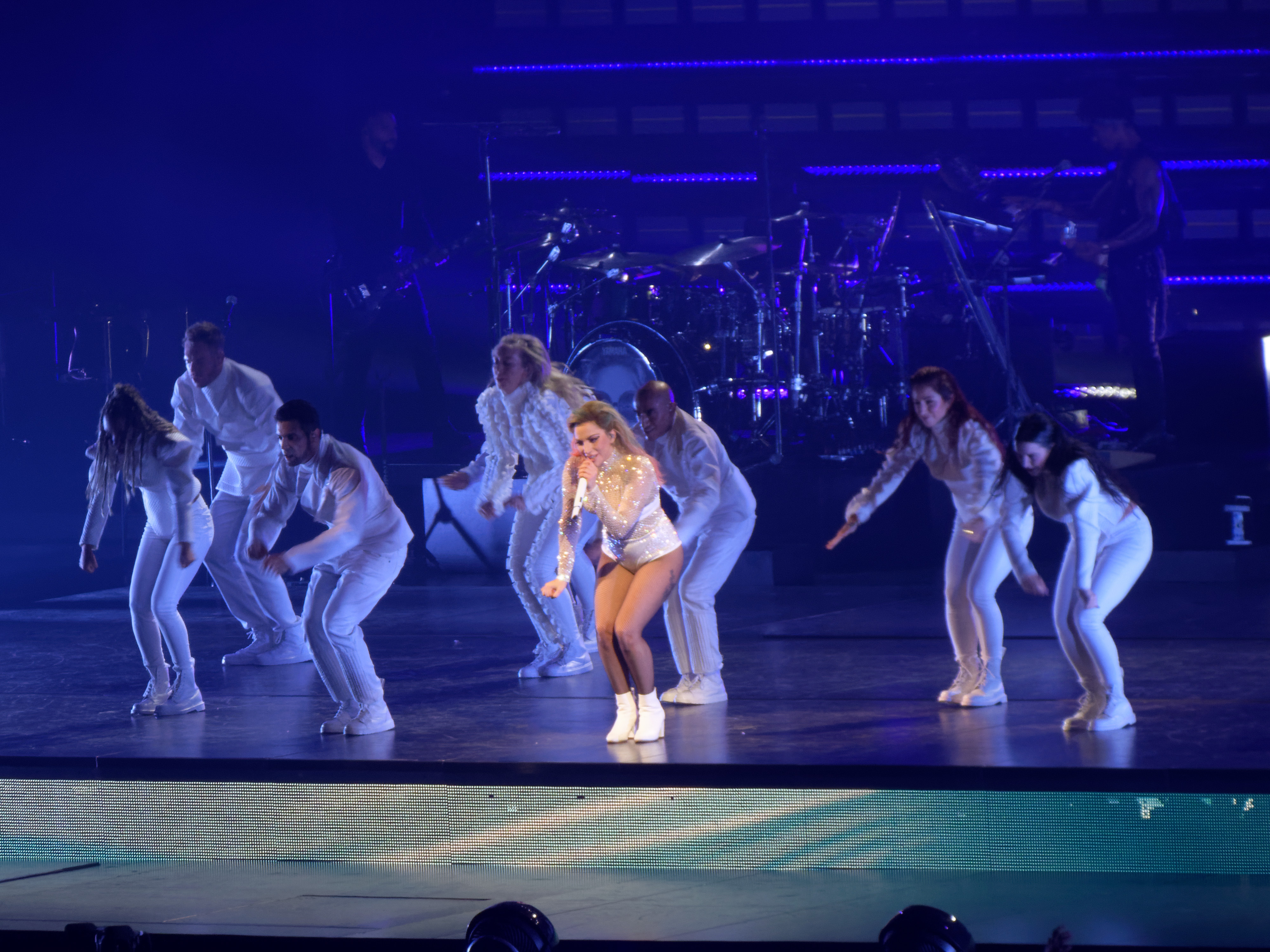
Gaga interpretando «The Cure» en el Joanne World Tour.

### Comentarios de la crítica
En general, «The Cure» tuvo reseñas positivas de parte de la crítica. El escritor Mikael Wood de Los Angeles Times sostuvo que la canción es «un himno pop soul» con «texturas sintéticas» y la comparó favorablemente con «Human Nature» de Madonna. Asimismo, Ian Monroe de V Magazine la nombró «la canción del verano» y destacó que su letra tratase sobre «el poder sanador del amor y el apoyo incondicional». Amy Mackelden de Marie Claire también dio buenos comentarios a la vibra positiva que ofrece la canción con su estribillo y afirmó que «The Cure» se adhiere al primer segundo de haberla escuchado. Hugh McIntyre de Forbes aseguró que es lo más «desviado» que Gaga ha hecho en su carrera, al combinar un ritmo pegadizo y divertido como el de «Bad Romance» con un himno de baile como «Telephone», el glamour de «Applause» y el riesgo de «A-Yo» y «Million Reasons». Asimismo, Melinda Newman, también de Forbes, añadió que «The Cure» podría ser el salto de regreso de Gaga a las radios pop, con un ritmo synthpop infeccioso y una melodía capaz de atascarse por todo el verano.
No obstante, «The Cure» también recibió críticas negativas. Por una parte, Nolan Feeney de Entertainment Weekly la describió como «genérica» y un «reciclado de varias canciones pop del momento», aunque mencionó que es «potente» y es una de las más pegadizas que Gaga ha hecho en los últimos años. Hardeep Phull del periódico New York Post sostuvo que se siente «falsa» y que es «alarmantemente genérica».

### Recibimiento comercial
En general, «The Cure» tuvo un éxito moderado alrededor del mundo. En los Estados Unidos, al haberse lanzado un domingo, «The Cure» perdió dos días contabilizados para los listados de Billboard. No obstante, la canción consiguió vender 79 000 en cinco días y fue la tercera más vendida de la semana, con lo que debutó en la tercera casilla del conteo Digital Songs. Gracias a ello, ingresó en el Billboard Hot 100 en la posición 39, siendo el vigésimo sencillo de Gaga en ingresar a los 40 primeros. Tuvo un éxito moderado en las radios del país, alcanzando el puesto 46 del Radio Songs, el 20 del Pop Songs, el 17 del Adult Pop Songs y el 28 del Adult Contemporary. Por otra parte, en Canadá ubicó el puesto 33 del Canadian Hot 100.
En el Reino Unido, fue la cuarta canción más vendida en su semana debut con 12 774 copias, pero debido a sus bajos índices de streaming, debutó en el puesto 23 del UK Singles Chart. A la semana siguiente, ascendió a la casilla 19 del conteo, siendo el décimo séptimo sencillo de Gaga en ingresar a los veinte primeros. Más tarde, fue certificada con disco de oro por la British Phonographic Industry tras vender más de 400 mil unidades. En Italia, alcanzó la casilla 36 del listado oficial de sencillos del país, pero recibió la certificación de platino por exceder las 50 mil unidades. En Finlandia, llegó hasta el segundo puesto de su listado oficial, mientras que en Grecia se ubicó en el tercero y en España, Francia y Hungría, en el cuarto.
En Australia, ubicó la décima casilla de su listado oficial, siendo el primer sencillo de Gaga en ingresar a los diez primeros desde «The Edge of Glory» en 2011. Asimismo, fue certificado con disco de platino por parte de la Australian Recording Industry Association luego de haber vendido más de 70 mil copias.

## Presentaciones en vivo
Gaga interpretó «The Cure» como parte de sus actuaciones en el festival Coachella los días 15 y 22 de abril de 2017. La canción también fue incluida en el repertorio de su gira Joanne World Tour. El 19 de noviembre de 2017, ofreció una presentación especial de la canción en la gira desde Washington D. C., la cual fue transmitida como parte de los American Music Awards.

## Posicionamiento en listas

### Semanales
| Alemania          | German Singles Chart     | 57 |
| Australia         | Australian Singles Chart | 10 |
| Austria           | Ö3 Austria Top 40        | 37 |
| Bélgica (Flandes) | Ultratop 50              | 30 |
| Bélgica (Valonia) | Ultratop 40              | 39 |
| Canadá            | Canadian Hot 100         | 33 |
| Escocia           | Scottish Singles Chart   | 4  |
| Eslovaquia        | Singles Digitál Top 100  | 8  |
| España            | Top 50 Canciones         | 4  |
| Estados Unidos    | Billboard Hot 100        | 39 |
| Estados Unidos    | Digital Songs            | 3  |
| Estados Unidos    | Radio Songs              | 46 |
| Estados Unidos    | Pop Songs                | 20 |
| Estados Unidos    | Adult Pop Songs          | 17 |
| Estados Unidos    | Adult Contemporary       | 28 |
| Estados Unidos    | Dance/Club Play Songs    | 26 |
| Finlandia         | Finnish Singles Chart    | 2  |
| Francia           | French Singles Chart     | 4  |
| Grecia            | Greece Digital Songs     | 3  |
| Hungría           | Single (Track) Top 10    | 4  |
| Irlanda           | Irish Singles Chart      | 24 |
| Italia            | Top Singoli              | 36 |
| Japón             | Japan Hot 100            | 23 |
| Nueva Zelanda     | NZ Top 40 Singles Chart  | 43 |
| Países Bajos      | Single Top 100           | 80 |
| Reino Unido       | UK Singles Chart         | 19 |
| República Checa   | Singles Digitál Top 100  | 20 |
| Suecia            | Swedish Singles Chart    | 51 |
| Suiza             | Swiss Singles Chart      | 41 |

### Certificaciones
| País           | Organismo certificador | Certificación | Ventas certificadas | Ref.   |
| -------------- | ---------------------- | ------------- | ------------------- | ------ |
| Australia      | ARIA                   | 3× Platino    | 210 000             | [ 8 ]  |
| Brasil         | ABPD                   | 2× Platino    | 80 000              | [ 44 ] |
| Estados Unidos | RIAA                   | Platino       | 1 000               | [ 45 ] |
| Italia         | FIMI                   | Platino       | 50 000              | [ 26 ] |
| Reino Unido    | BPI                    | Oro           | 400 000             | [ 10 ] |

## Historial de lanzamientos
| País           | Fecha               | Formato          | Ref.   |
| -------------- | ------------------- | ---------------- | ------ |
|                | 16 de abril de 2017 | Descarga digital | [ 2 ]  |
| Estados Unidos | 25 de abril de 2017 | Airplay          | [ 46 ] |